# Iglesia de San Juan Bautista (Jodra del Pinar)
La iglesia de San Juan Bautista —también conocida como iglesia de San Juan Degollado— es un templo católico situado en la localidad de Jodra del Pinar, en el municipio de Saúca, dentro de la provincia de Guadalajara en Castilla-La Mancha. El edificio está orientado hacia el sur.

## Contexto histórico regional
Tras la reconquista de Sigüenza en 1124 y su repoblación a partir de 1138, la ocupación cristiana del territorio fue lenta pero sostenida durante la segunda mitad del siglo XII y todo el XIII. En este contexto, la comarca se integró inicialmente en la comunidad de villa y tierra de Medinaceli y, en el ámbito eclesiástico, quedó bajo la jurisdicción del obispado de Sigüenza. Posteriormente, el lugar pasó al Señorío de la Cerda y, más tarde, del Ducado de Medinaceli. Ya en el siglo XIX, alcanzó la condición de villa independiente. La riqueza agrícola del entorno favoreció el asentamiento, y la llegada de comunidades de ganaderos y agricultores propició la construcción del templo como centro de culto y vida comunitaria.

## Características
La iglesia, de estilo románico y con una sola nave, se levantó en la segunda mitad del siglo XII, o en los primeros años del XIII. Conserva un ábside semicircular, situado en la fachada oriental y, según Herrera Casado, los elementos más destacados del edificio son la portada y la galería porticada del costado meridional. En el lateral de levante, dentro de un recinto amurallado anexo al templo, se encuentra el cementerio de la localidad.

### Edificación y materiales
Erigida con mampostería, sillarejo y sillares de arenisca de tonos pardos y rojizos, la iglesia se asienta sobre una suave ladera al sur, dominando el valle a sus pies.
La nave se divide en cuatro tramos mediante tres arcos torales de piedra sillar, hoy recubiertos de yeso, que sostienen la cubierta de madera. Los muros combinan mampostería y sillarejo, y el interior conserva su estructura primitiva, aunque sin elementos artísticos sobresalientes. Culmina en un arco triunfal apuntado que da paso a un presbiterio cuadrado, ligeramente elevado, y a un ábside semicircular posterior.

### Fachadas
- Norte y sur: Ambos muros presentan la misma tipología constructiva: mampostería de sillarejo con sillares reforzando las esquinas. El alero, sostenido por modillones de perfil estriado, remata ambas fachadas. En el muro norte se conservan trece canecillos de rollos, mientras que el muro sur cuenta con quince.
- Norte: muro liso de sillarejo con sillares en las esquinas y alero sostenido por modillones estriados.
- Este: ábside con saetera de medio punto, con abocinamiento interno, sostenido por modillones de alero decorados con estrías y biseles. Este vano quedó cegado con la colocación de un retablo en el ábside.

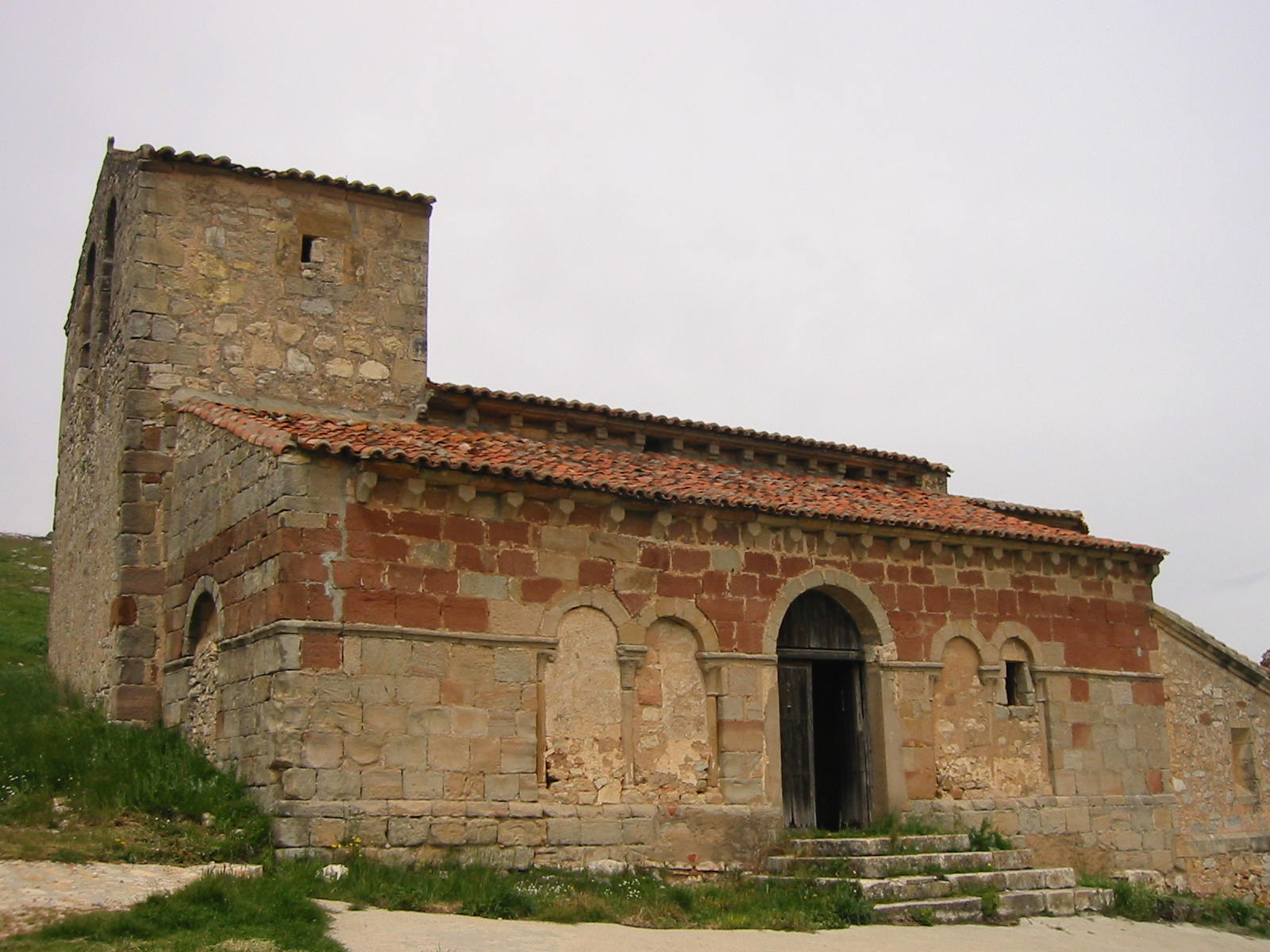
Vista de la iglesia en 2003, con el pórtico parcialmente cegado.

- Vista de la iglesia en 2003, con el pórtico parcialmente cegado.Oeste: espadaña robusta con remate triangular muy tendido, dos troneras de arco de medio punto que albergan campanas fechadas en 1777 y 2000, y una cruz de piedra en la cima. Su cuerpo macizo se amplió hacia el este y se cerró lateralmente, formando un espacio interior utilizado como palomar.

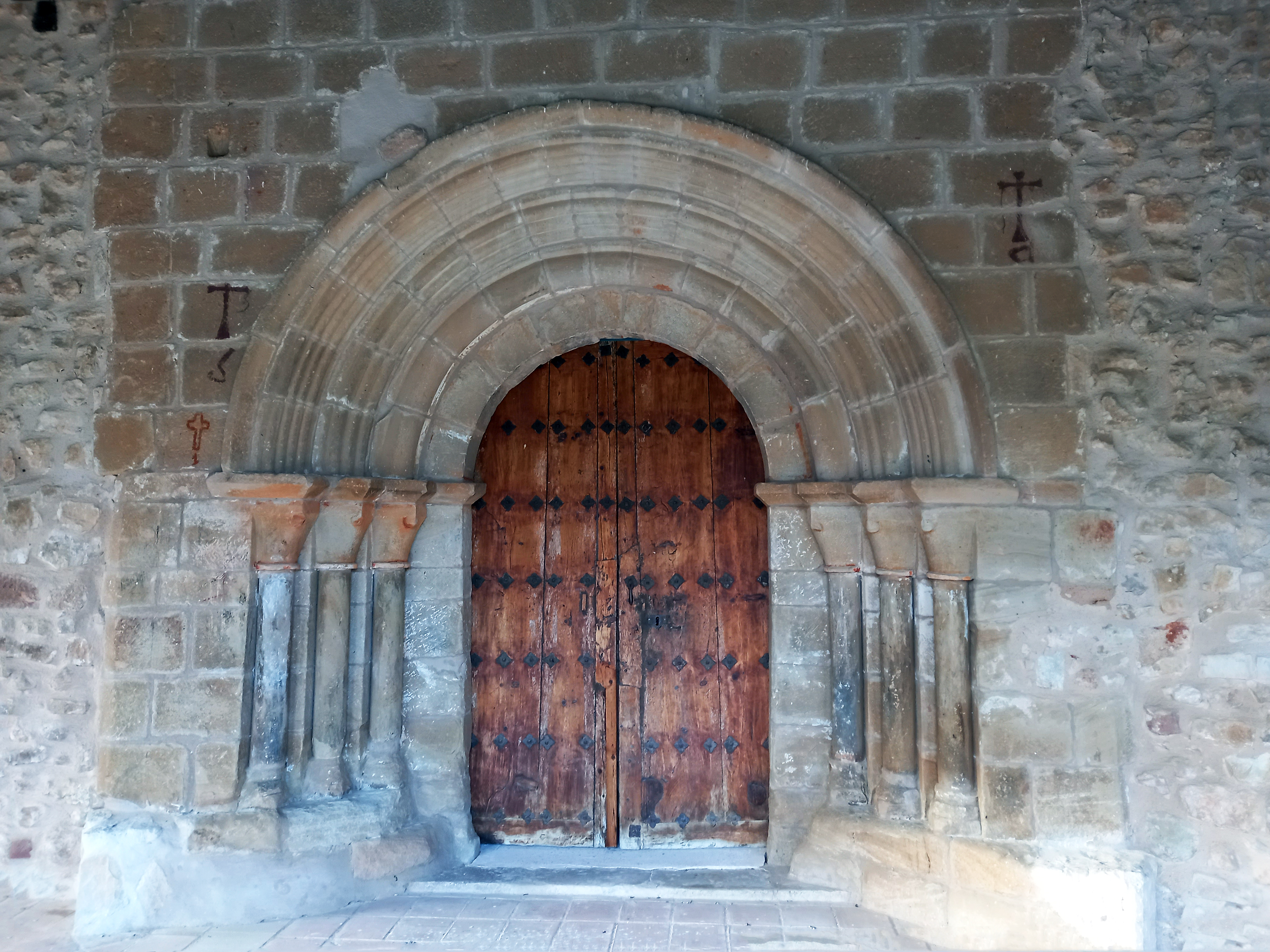
Portada de la iglesia.

### Galería porticada
El atrio, construido en sillería arenisca, se divide horizontalmente por una imposta lisa y rematada por un alero soportado por modillones biselados en proa de nave. Cuenta con cinco vanos, de los cuales el central —más alto y ancho— sirve de ingreso y se alcanza mediante una escalinata de cuatro peldaños sobre un zócalo corrido de sillar. Los vanos laterales están separados por columnas cilíndricas de fustes lisos y monolíticos, con capiteles decorados con motivos vegetales estilizados. Algunos muestran hojas de acanto finamente talladas, mientras que otro presenta una ornamentación más tosca. En el lateral occidental del atrio se abre un vano austero, con un arco de medio punto que arranca de la imposta lisa prolongada desde el frente meridional. La galería, que estuvo cegada durante siglos, recuperó su estado original tras la restauración de 2006. Según José Arturo Salgado Pantoja, los capiteles se inspiran en modelos de la catedral de Sigüenza, lo que sugiere una posible influencia de talleres regionales. 

### Portada
La portada, abierta en el muro sur y precedida por una pequeña escalinata, se sitúa dentro del atrio porticado. Presenta un arco de medio punto formado por tres arquivoltas escalonadas: la interior, lisa y dovelada, descansa sobre jambas simples; la intermedia está recorrida por un grueso baquetón; y la externa, por grupos de tres y cuatro delgados boceles. Las arquivoltas descansan sobre tres columnas acodilladas a cada lado, de fustes lisos y monolíticos, asentadas sobre un zócalo corrido de sillería. Los capiteles son muy sencillos, con decoración foliácea esquemática, y uno de ellos presenta bolas en las esquinas.
Un guardapolvo moldurado con perfil de nacela enmarca el conjunto, y una imposta achaflanada recorre la portada a la altura de los cimacios. Las pilastras laterales culminan en una cornisa volada que remata visualmente el acceso.

### Interior
La nave cuenta con cubierta de madera a dos aguas, sostenida por dos arcos fajones apuntados que la dividen en tres tramos, aunque algunas fuentes mencionan cuatro tramos y tres arcos. La unión con la cabecera se realiza mediante un arco triunfal apuntado doblado, apoyado en pilastras lisas con cimacios achaflanados.
La cabecera presenta una bóveda de horno en el ábside y una bóveda de cañón en el presbiterio, con detalles de cubrición recientes. En el muro norte de la nave se ubica un retablo barroco del siglo XVIII, policromado en verde y azul, con decoración de rocalla y una hornacina con imagen de la Virgen. En la parte inferior del ábside hay un pequeño retablo barroco tardío con la imagen de San Juan Bautista niño.
La iluminación natural procede de tres estrechos vanos en el muro sur de la nave y el presbiterio. El coro, situado a los pies de la nave, dispone de una escalera para acceder a la espadaña y un arco de descarga rebajado. La sacristía, añadida en el siglo XVIII, se accede por un arco escarzano rebajado y moldurado. La pila bautismal de clara traza románica, con un diámetro de 90 cm y una altura de 75 cm, presenta una copa troncocónica lisa y un bocel en la embocadura exterior.

## Restauración
En 2006 se llevó a cabo una restauración centrada en la galería porticada que recuperó el ritmo de los cinco vanos con columnas y capiteles, devolviendo al conjunto su aspecto románico original. También se consolidaron elementos de sillería y se restituyeron molduras deterioradas, respetando los materiales y formas tradicionales.
En 2009 concluyó el proceso de restauración integral de la iglesia, realizado dentro del Plan del Románico de Guadalajara, promovido por el Gobierno de Castilla-La Mancha, la Diócesis de Sigüenza-Guadalajara, la Fundación Santa María la Real e Ibercaja. La intervención incluyó la renovación de la cubierta, la restauración de paramentos y bóvedas interiores, la sustitución del suelo por uno de tipo opus signinum y la instalación de láminas de alabastro en los ventanales. Además, se recolocó la pila bautismal en un lugar visible y se recuperó la comunicación entre el atrio y la sacristía.

## Declaración de protección
La iglesia fue declarada bien de interés cultural, con la categoría de monumento, por Real Decreto el 21 de septiembre de 1990.

## Comparación con otras iglesias
Comparte rasgos con la iglesia parroquial de Saúca, aunque en una versión más modesta. Ambas pertenecen al grupo de templos con galería porticada del entorno de Sigüenza, representativo del románico rural del Alto Tajo. Los capiteles de la galería muestran afinidades con los de otras iglesias de la provincia, como Carabias y Pozancos, especialmente en la delicada talla vegetal de hojas de acanto. Uno de ellos, sin embargo, presenta una ornamentación más ruda, comparable a la de la iglesia de Pelegrina, lo que sugiere la posible intervención de distintos talleres o el desarrollo en distintas fases constructivas.